# 美国联邦巡回区上诉法院
美国联邦巡回区上诉法院（United States Court of Appeals for the Federal Circuit，或译联邦巡回上诉法院，法律引用中常缩写为 Fed. Cir. 或C.A.F.C.）是位于华盛顿的一个联邦上诉法院。该法院是由美国国会通过《1982联邦法院改善法》创设的，将原有的联邦关税及专利上诉法院、以及美国索赔法院中的上诉部门合并后建立。

## 司法管辖权
该院是所有联邦上诉法院中唯一拥有特定事项管辖权、而不是属人管辖权的。该院的司法管辖权基本上来自于美國法典第28编 § 第1295節，上訴管轄權涵蓋专利、商标、政府采购等，包括自美國聯邦索賠法院、美國國際貿易法院、美國國際貿易委員會的上诉案件。

## 延伸阅读
- Bennett, Marion T. . Washington, D.C.: United States Judicial Conference Committee on the Bicentennial of the Constitution of the United States. 1991. LCCN 91601231.
- . Washington, D.C.: U.S. Court of Appeals for the Federal Circuit. 2004. LCCN 2004050209.
- Abramson, Bruce D. . Rowman & Littlefield. 2007. ISBN 978-0-7425-5281-4.
- Henry, Matthew D.; Turner, John L. . Journal of Legal Studies. 2006, 35 (1): 85–117. JSTOR 498834.